# SN 1938C
SN 1938C – supernowa odkryta w maju 1938 roku w galaktyce A131554+2526. W momencie odkrycia miała maksymalną jasność 17,70m.